# CLOUD
CLOUD (acronimo di Cosmics Leaving OUtdoor Droplets) è un esperimento in corso di realizzazione al CERN di Ginevra da una collaborazione di scienziati che ha Jasper Kirkby come portavoce. Lo scopo è studiare la microfisica delle relazioni tra raggi cosmici galattici (GCRs) e aerosol atmosferico in condizioni controllate. L'esperimento ha iniziato a operare nel novembre 2009.

## Obiettivi
Il gruppo di ricercatori impegnato in CLOUD spera di dare una risposta definitiva a una domanda posta per la prima volta nel 1997 (Henrik Svensmark, Eigil Friis-Christensen, e colleghi), sull'esistenza o meno di effetti significativi sulla copertura nuvolosa, e in definitiva sull'evoluzione del clima globale, legati all'interazione con l'atmosfera terrestre dei raggi cosmici modulati dall'attività solare (Henrik Svensmark, fisico del Danmarks Rumcenter, l'agenzia spaziale danese, è una figura legata alla controversia sui fattori causali sul cambiamento climatico). La comprensione attuale (anni 2010) del cambiamento climatico in corso nell'era industriale è legata in modo essenziale a fattori causali di natura antropica (emissioni di gas serra in atmosfera) con scarso rilievo attribuito nei modelli matematici a fattori naturali, come la radiazione solare e le eruzioni vulcaniche. 
A fronte di ciò, esistono ricostruzioni paleoclimatiche nell'Olocene che mostrano frequenti variazioni climatiche su scale temporali di 100 anni, con intensità paragonabili a quella del riscaldamento globale sperimentato in età contemporanea. Tali variazioni temporali del clima appaiono in chiara e stretta associazione con la variabilità dell'attività solare pur mancando del tutto la conoscenza del processo fisico sottostante. L'individuazione di tale meccanismo, a cui vuole contribuire il progetto CLOUD, migliorerebbe la comprensione delle variazioni climatiche, migliorando i modelli utilizzati e rimuovendo le controversie legate a tali ipotesi causali.

## Esperimento

Struttura del CERN: CLOUD è ospitato nell'area est, presso il Proton Synchrotron (PS)

L'esperimento, ospitato nella Sala Est del Proton Synchrotron (PS) del CERN e diretto dal fisico delle particelle Jasper Kirkby, è stato concepito nel 1998.

### Finanziamento e partecipazione
Nel 2006 è stato approvato il suo finanziamento da parte dell'UE, a partire dal 2007. L'esperimento, infatti, è stato reso possibile grazie al sostegno del 7th Framework Programme for Research and Technological Development (FP7) dell'Unione europea per gli anni 2007-2013, con la cooperazione degli scienziati dei paesi coinvolti (nove paesi a partire dal 2013 con 106 ricercatori provenienti da 18 istituti di ricerca a partire dal 2013), per lo più europei. Altri fondi provengono dal bilancio del CERN e da finanziamenti nazionali alla ricerca erogati da Germania, Svizzera, e Finlandia.

### Apparato sperimentale
La prima versione dell'apparato strumentale, denominata CLOUD Mk1, con un volume di 2x2x2 metri cubi, è stata sottoposta a test a partire dalla fine del 2006: il prototipo poteva operare alla sola pressione atmosferica e a temperatura ambiente.
Dopo tre anni di progettazione e costruzione, nella seconda metà del 2009 è stata costruita la camera a nebbia di 26 metri cubi (prototipo Mk2) e sono iniziate le campagne di rilevazione dei dati condotte dai team internazionali impegnati nel progetto: CLOUD Mk2 è in grado di operare su un tipico intervallo di temperature terrestri, tra -50 °C e +40 °C e con la possibilità di una modesta calibrazione della temperatura adiabatica (con una riduzione di circa il 10%) per permettere l'attivazione dell'aerosol.
Nel 2008 si prevedeva che, dopo due o tre anni di esperienza con la seconda camera, ne sarebbe stata costruita una terza ancora più grande, ma questo proposito non si è realizzato (dati 2015).

#### Camera a nebbia
L'esperimento consiste di una camera ad aerosol riempita di aria, vapore acqueo, gas traccia selezionati, che viene esposta a un fascio regolabile di particelle che simula i raggi cosmici di origine galattica alle varie altitudini e latitudini del pianeta Terra. La cosiddetta camera a nebbia del prototipo Mk2 è ospitata nella sala est del Proton Synchrotron del CERN ed è costituita da un cilindro in acciaio inox elettrolucidato del diametro di 3 m e una capacità di 26,1 m3 collocato in una camera climatica in grado di garantire, nei primi tempi dell'esperimento, un range di temperature tra -30 a 40 °C, poi esteso in basso fino a -65 °C., in modo da poter operare a ogni possibile combinazione di temperatura e pressione rintracciabile nell'atmosfera terrestre.
L'irradiazione con luce ultravioletta permette reazioni fotolitiche. La camera contiene una gabbia che genera un campo elettrico in grado di controllare la deriva dei piccoli ioni e degli aerosol dotati di carica elettrica.

### Risultati preliminari
Nel 2009 il CERN ha pubblicato una relazione in cui si dava conto dei i progressi compiuti dal progetto CLOUD. In uno scritto del 2009, J. Kirkby ha recensito gli sviluppi nel progetto CERN CLOUD e nei test pianificati. Ha descritto i meccanismi di nucleazione delle nuvole che appaiono energeticamente favorevoli e dipendono dai raggi cosmici galattici.
Nel febbraio 2010 sono stati presentati i risultati di test compiuti sull'impianto pilota Mk1 nei mesi di ottobre e novembre 2006, per una durata di 4 settimane: tali test hanno fornito suggestive evidenze sull'esistenza di nucleazione indotta da ioni o ricombinazione da ione a ione quale sorgenti di particelle di aerosol. Per una quantificazione precisa di quali siano condizioni perché la formazione di aerosol assuma una dimensione significativa, si rendevano necessarie modifiche alla configurazione sperimentale da implementare con la costruzione della camera di seconda generazione (CLOUD Mk2) al fine di ottenere un miglioramento del controllo delle variabili sperimentali e della riproducibilità degli esperimenti. Inoltre, l'esperimento ha evidenziato la necessità stringente di garantire una notevole purezza nell'interno della camera ad aerosol oltre che un controllo di livelli molto stabili di temperatura, con oscillazioni inferiori a 0,1 °C.
Il 24 agosto 2011, alcuni ricerche preliminari pubblicate sulla rivista Nature hanno mostrato l'esistenza di una connessione tra raggi cosmici e aerosol atmosferico. Kirkby è giunto a dire, nel comunicato stampa definitivo del CERN, che "l'incremento della nucleazione per effetto di ioni è particolarmente pronunciato alle temperature fredde rinvenibili a quote dalla media troposfera in su, dove CLOUD ha scoperto che acido solforico e vapore acqueo possono nucleare senza bisogno di vapori aggiuntivi. Il risultato lascia aperta la possibilità di un'influenza dei raggi cosmici sull'andamento del clima, anche se è prematuro trarre conclusioni sulla significatività di questo influsso sul clima finché non saranno identificati ulteriori vapori implicati nella nucleazione, non sarà misurato l'aumento da loro indotto sugli ioni, non saranno confermati gli effetti finali sulle nuvole.